# Cerna Niva, Kărdjali
Cerna Niva (în bulgară Черна Нива) este un sat în comuna Cernoocene, regiunea Kărdjali,  Bulgaria. 

## Demografie
Componența etnică a satului Cerna Niva
     Turci (99,23%)
     Nicio identificare (0,76%)
     Altele (0%)
La recensământul din 2011, populația satului Cerna Niva era de 131 locuitori. Din punct de vedere etnic, majoritatea locuitorilor (99,23%) erau turci. Pentru 0,76% din locuitori nu este cunoscută apartenența etnică.